# ستاره‌های گمشده
«ستاره‌های گمشده» ترانه‌ای از هنرمند اهل ایالات متحده آمریکا آدام لوین است. این ترانه برای رقابت در بخش بهترین ترانه جایزه اسکار ۲۰۱۵ معرفی گردیده است.